# Harziella capitata
Harziella capitata är en svampart som beskrevs av Costantin & Matr. 1899. Harziella capitata ingår i släktet Harziella och familjen Chaetomiaceae.   Inga underarter finns listade i Catalogue of Life.